# Zygmunt Fedorski
Zygmunt Stanisław Fedorski (ur. 2 stycznia 1883 we Lwowie, zm. 31 marca 1949 w Łodzi) – polski architekt. Jest spokrewniony z polskim malarzem lwowskim Witoldem Fedorskim oraz polsko-niemiecką publicystką Aleksandrą Fedorską.

## Życiorys
Ukończył studia na Wydziale Architektury Politechniki Lwowskiej. Znacząca większość zaprojektowanych przez niego obiektów znajduje się we Lwowie. Charakteryzują się racjonalną nowoczesnością i były projektowane w stylu modernistycznym. Rodzinne miasto opuścił podczas wysiedlenia Polaków ze Lwowa, zamieszkał w Łodzi, gdzie założył firmę budowlaną. Zmarł tam w 1949.

## Realizacje

### We Lwowie
- Budynki przy ulicy Architektorskiej (Zachariewicza) 3 i 5 (współautor realizacji Piotr Tarnawiecki), stworzone podczas pracy w biurze projektów Alfreda Zachariewicza i Józefa Sosnowskiego, /1905/;
- Kamienica Edwarda Hilmayera przy ulicy Zielonej 46 (rzeźby na elewacji autorstwa Franciszka Tomasza Bernata), /1908-1909/;
- Gmach teatru-variete „Casino de Paris” przy ulicy Kurbasa 3 (Tadeusza Rejtana). Sala balowa ma 11,5 metra wysokości (współautor Stanisław Macudziński, wystrój wnętrz Franciszek Tomasz Bernat), /1909/;
- Gmach dawnego hotelu „Elite” przy ul. Ohijenki 18/18a (Krasickich) zbudowany w 1909 przez firmę budowlaną Michała Ulama i Zygmunta Kędzierskiego (prawdopodobnie faktycznym autorem projektu był Zygmunt Kędzierski), /1909/;
- Dom dochodowy Anny Szwigier przy ulicy Nowy Świat 15 (współautor Stanisław Macudziński), /1910/;
- Budynek z salą teatralną przy ulicy Fredry 6 zbudowany przez firmę budowlaną Michała Ulama i Zygmunta Kędzierskiego (projekt jest prawdopodobnie autorstwa Michała Ulama), /1910/;
- Kamienica przy ulicy Iwana Franki 144 (św. Zofii 56a) na elewacji rzeźba Franciszka Tomasza Bernata, /1913/;
- Kamienica dochodowa Heleny Rozenstock przy ulicy Gródeckiej 16 (Kazimierza Wielkiego), /1913-1914/;
- Wnętrze kawiarni „Sztuka” w Hotelu Europejskim we Lwowie, obiekt rozebrano w 2004, /1939/;

### Pozostałe
- Pomnik Powstańców Styczniowych (1913) w Gorlicach;
- Budynek gimnazjum w Gorlicach;
- Rozbudowa prezbiterium parafii Opatrzności Bożej w Łodzi, /1947/;